# Lohner (góra)
Lohner lub Gross Lohner – masyw w Alpach Berneńskich, części Alp Zachodnich. Leży w Szwajcarii, w kantonie Berno, blisko granicy z kantonem Valais. Szczyt leży na wschód od Adelboden i na południowy wschód od Kandersteg. Masyw można zdobyć ze schroniska Lohnerhütte.
Lohner składa się z kilku szczytów:
- Mittaghorn – 2678 m,
- Vorder Lohner – 3049 m,
- Mittler Lohner – 3002 m,
- Hinder Lohner – 2929 m,
- Nünihorn – 2717 m,
- Chli Lohner – 2584 m.

Pierwszego odnotowanego wejścia dokonali dwaj przewodnicy górscy z Kandersteg: Ogi i Hari w 1875 r.